# Cảnh báo và quấy rối (quân sự)
Cảnh báo và quấy rối (từ nguyên Anh ngữ: Screening (tactical)) là một chiến thuật phòng thủ, trong đó một đơn vị quân sự hoặc tiền đồn được sử dụng để che giấu một lực lượng quân sự lớn; đưa ra cảnh báo sớm về việc tiếp cận của kẻ thù; cản trở và quấy rối lực lượng chính của địch bằng hỏa lực gián tiếp; và báo cáo về hoạt động của lực lượng chính quân địch. Lực lượng thực thi chiến thuật này có thể tiến hành tuần tra, thiết lập các tiền đồn và giúp tiêu diệt các đơn vị trinh sát của địch.

## Lực lượng sàng lọc
Sàng lọc thường được thực hiện bởi các đơn vị trinh sát như kỵ binh, hoạt động trong phạm vi kết hợp với pháo hỗ trợ. Trái ngược với lực lượng bảo vệ, một lực lượng sàng lọc có thể bao gồm một trung đội trinh sát hơn là một lực lượng đặc nhiệm hoặc phi đội; và nhiệm vụ của nó ít có triển vọng hơn, tập trung vào cảnh báo sớm cho lực lượng chính thay vì ngăn chặn sự quan sát của đối phương và bắn trực tiếp vào lực lượng chính. Ngoài ra, không giống như một lực lượng bảo vệ, một lực lượng sàng lọc được triển khai trên một khu vực mở rộng, đến phía sau hoặc sườn của lực lượng chính, thay vì ở phía trước. Nhiệm vụ tối thiểu của lực lượng sàng lọc cho phép nó có một mặt tiền rộng để di chuyển. Một lực lượng sàng lọc thường chỉ sử dụng hỏa lực để tự vệ và không tìm cách tham gia vào trận đánh với lực lượng địch.

## Ví dụ
Trong cuộc Nội chiến Hoa Kỳ, tại Gettysburg, Pennsylvania, Thiếu tướng John Buford đã đặt ra nền móng cho sự thành công của Thiếu tướng George Meade bằng cách đảm bảo rằng Binh đoàn Potomac chiếm giữ những vùng đất cao, mà sau đó binh đoàn của Tướng Robert E. Lee đã tự mình tấn công.